# Wight-Klasse
Die Wight-Klasse (auch als R-Klasse bezeichnet) ist eine Klasse von drei Doppelendfähren der britischen Reederei Wightlink. Die Schiffe verkehren auf der Strecke zwischen Lymington und Yarmouth auf der Isle of Wight.

## Beschreibung
Die Fähren wurden von dem Schiffbaubüro Hart, Fenton & Company in Portsmouth entworfen. Für die Innenarchitektur zeichneten LAP Architects in Billericay verantwortlich. Gebaut wurden die Schiffe auf der kroatischen Werft Brodogradiliste Kraljevica. Der Bauvertrag über zunächst zwei Fähren wurde im Dezember 2006 unterzeichnet. Eine dritte Fähre wurde Anfang November 2007 bestellt. Die Schiffe ersetzten die drei 1973 gebauten Fähren der C-Klasse. Während der Bauphase wurde die Schiffsklasse als R-Klasse bezeichnet. Aufgrund der Namensgebung der Fähren wurde der Name der Schiffsklasse später zu Wight-Klasse (oft auch verkürzt als W-Klasse) geändert.
Die Schiffe wurden von vier Sechszylinder-Dieselmotoren des Herstellers Volvo (Typ: D16MH) mit jeweils 552 kW Leistung angetrieben. Von den vier Motoren werden im Regelbetrieb höchstens drei benötigt, der vierte dient als Ersatz. Die Motoren wirken auf zwei Voith-Schneider-Propeller.
Die Fähren verfügen auf dem Hauptdeck über ein durchgehendes Fahrzeugdeck mit fünf Fahrspuren für Pkw. Das Fahrzeugdeck ist über herunterklappbare Rampen an beiden Enden der Fähren zugänglich und zu einem großen Teil von den Decksaufbauten überbaut. Auf dem Hauptdeck stehen 110 Spurmeter für Lkw zur Verfügung. Auf einer Seite der Fähren ist ein zusätzliches Deck eingehängt, auf dem auf zwei Fahrspuren Pkw befördert werden können. Dieses ist über zwei bewegliche Rampen zugänglich. Die nutzbare Höhe unter diesem Deck beträgt 1,8 Meter. Daneben verfügen die Fähren über ein weiteres Fahrzeugdeck, das als Garagendeck bezeichnet ist. Dieses erlaubt auf drei Fahrspuren die Beförderung weiterer Pkw. Das Garagendeck kann auf dem Hauptdeck, aber auch über das seitlich eingehängte Deck beladen und dann in einen Teil der Aufbauten hochgezogen werden, so dass darunter mit 4,7 Metern ausreichend Höhe für den Transport von Lkw zur Verfügung steht. Insgesamt stehen 1111 m² zur Verfügung: 650 m² auf dem Hauptdeck, 187 m² auf dem seitliche eingehängten Deck einschließlich der Rampen und 274 m² auf dem Garagendeck.
In den Decksaufbauten befinden sich Aufenthaltsräume mit Sitzgelegenheiten für die Passagiere und ein Bistro sowie auf den darüberliegenden Deck ein offenes Deck mit weiteren Sitzgelegenheiten. Im Mittschiffsbereich befinden sich darüber zwei weitere Decks mit Büro- und Schiffsbetriebsräumen und der darüber liegenden, über die gesamte Schiffsbreite gehenden Brücke.
Unterhalb des Fahrzeugdecks befindet sich der Maschinenraum.
Die Kapazität der Fähren ist mit 65 Pkw angegeben. Die Fähren können damit 15 Pkw mehr befördern als die älteren Fähren der C-Klasse. Die Passagierkapazität beträgt 360 Personen.

## Schiffe
| Wight-Klasse | Wight-Klasse | Wight-Klasse | Wight-Klasse                                                   |
| Bauname      | Baunummer    | IMO-Nummer   | Kiellegung Stapellauf Ablieferung Indienststellung             |
| ------------ | ------------ | ------------ | -------------------------------------------------------------- |
| Wight Light  | 550          | 9446972      | 26. Juni 2007 26. Januar 2008 August 2008 25. Februar 2009     |
| Wight Sky    | 551          | 9446984      | 13. August 2007 12. April 2008 September 2008 25. Februar 2009 |
| Wight Sun    | 552          | 9490416      | 26. Januar 2008 28. Juni 2008 April 2009 25. Mai 2009          |

Die Schiffe fahren unter der Flagge des Vereinigten Königreichs, Heimathafen ist London.

## Kritik
Die Lymington River Association kritisiert die Fähren als zu groß für den Mündungstrichter des Lymington River. Sie befürchtet Schäden an der empfindlichen Umwelt. Außerdem entstünden durch die Fähren Gefahren für Wassersportler, weil von der Brücke aus der Bereich vor dem Schiff nicht ausreichend gut einsehbar sei und die Fähren durch ihre Höhe Segelbooten gefährlich werden könnte, die in deren Windschatten gerieten. Wightlink sieht in den Fähren keine zusätzliche Gefährdung der Umwelt. So erzeugten die Fähren keinen Wellengang mit signifikanten Auswirkungen auf die Salzwiesen der Lymington-Mündung. Auch Segler wären durch den von den Fähren verursachten Windschatten nur sehr kurz betroffen.